# Elezioni regionali in Abruzzo del 2024
Le elezioni regionali del 2024 in Abruzzo si sono tenute domenica 10 marzo per eleggere il Consiglio regionale e il Presidente della giunta.
Sono state vinte da Marco Marsilio, presidente uscente sostenuto dal centro-destra, con il 53,50% delle preferenze, mentre Luciano D'Amico, sostenuto da centro-sinistra e M5S, ha ottenuto il 46,50% dei voti. Tra le liste del centro-destra il partito più votato è risultato Fratelli d'Italia con il 24,10%, mentre nella coalizioni a supporto di D'Amico il Partito Democratico è risultato primo con il 20,29%.
Con un'affluenza del 52,19% sono state le elezioni regionali in Abruzzo con la più bassa affluenza di sempre. Per la prima volta, da quando vi è l'elezione diretta del presidente della Regione Abruzzo, il presidente uscente è stato riconfermato alle urne.

## Contesto
Fin dalle elezioni nel 1970, le prime elezioni regionali per i consigli delle regioni a statuto ordinario, l'Abruzzo è stato governato ininterrottamente da maggioranze guidate dalla Democrazia Cristiana. In seguito allo scioglimento di tale partito, e a partire dalle consultazioni del 1995 (le prime che hanno previsto anche l'elezione diretta del presidente), si sono sempre alternati esponenti di centro-sinistra e di centro-destra.
Le elezioni regionali del 2019 hanno visto la vittoria della coalizione di centro-destra, guidata da Marco Marsilio, che è diventato così il primo presidente di regione ad essere espresso da Fratelli d'Italia.
A seguito della vittoria della coalizione di centro-sinistra e Movimento 5 Stelle, guidata da Alessandra Todde, alle elezioni regionali in Sardegna di due settimane prima, queste elezioni in Abruzzo hanno assunto una rilevanza nazionale, venendo considerate un confronto simbolico fra i partiti della maggioranza di governo e le opposizioni.

## Legge elettorale
Come per le elezioni del 2019, le regionali in Abruzzo sono disciplinate da una norma nazionale, valida per tutte le regioni a statuto ordinario (il cosiddetto Tatarellum) e da una legge regionale, la n. 9 del 2 aprile 2013, che ha abolito il voto disgiunto e il listino, introducendo una soglia di sbarramento.

### Sistema elettorale
Sia il presidente della Giunta regionale, sia i membri del Consiglio regionale (29, più il presidente stesso e il secondo candidato più votato) sono eletti a suffragio universale. Diventa presidente il candidato che ottiene la maggioranza dei voti validi a livello regionale. Questi deve essere collegato ad una lista o ad una coalizione - in questo caso la legge parla di patto di coalizione - in corsa per il Consiglio regionale. Alla lista (o alla coalizione) del presidente eletto viene, quindi, attribuita una maggioranza compresa tra il 60% e il 65% dei seggi. L'elezione del Consiglio, invece, prevede una competizione tra liste, presentate all'interno delle quattro circoscrizioni abruzzesi, coincidenti con le quattro province della Regione. Il sistema elettorale è un proporzionale, con soglia di sbarramento al 4% per le liste non coalizzate e al 2% per quelle inserite in una coalizione.

### Modalità di voto
Gli elettori votano per il presidente e per il Consiglio su di un'unica scheda. Sono possibili le seguenti modalità:
- voto alla sola lista circoscrizionale, che si considera estesa anche al candidato presidente collegato. In questa circostanza è possibile anche esprimere due preferenze per due candidati consigliere, purché siano di genere diverso, indicandone il cognome o il nome e cognome, pena l'annullamento della seconda preferenza;
- voto al solo candidato presidente;
- voto al candidato presidente e ad una lista circoscrizionale. Non è possibile, tuttavia, effettuare il voto disgiunto, ragione per cui l'elettore non può scegliere un candidato presidente e una lista circoscrizionale ad esso non collegata.

### Circoscrizioni elettorali

Mappa delle circoscrizioni elettorali all'epoca delle elezioni

Ciascuna provincia costituisce una circoscrizione elettorale. Con decreto del presidente della Giunta regionale, il 19 ottobre 2023 è stata ufficializzata la ripartizione dei seggi tra le quattro province, rimasta invariata rispetto alle precedenti elezioni. Il numero dei seggi attribuiti alle circoscrizioni è 29, a cui se ne aggiungono uno riservato al presidente eletto e uno al candidato presidente giunto al secondo posto.
| Circoscrizione              | Popolazione al 2021 | Quozienti interi | Resti  | Seggi assegnati |
| --------------------------- | ------------------- | ---------------- | ------ | --------------- |
| Chieti                      | 373 717             | 8                | 21 733 | 8               |
| L'Aquila                    | 288 956             | 6                | 24 968 | 7               |
| Pescara                     | 313 631             | 7                | 5 645  | 7               |
| Teramo                      | 299 646             | 6                | 35 658 | 7               |
| Abruzzo                     | 1 275 950           | 27               | 88 004 | 29              |
| Quoziente regionale: 43 998 |                     |                  |        |                 |

## Candidati presidente e liste

### Candidature ammesse
- In seguito a un accordo tra il Partito Democratico, il Movimento 5 Stelle e altre liste di centro-sinistra e centro, il 21 settembre 2023 è stata annunciata ufficialmente la candidatura unitaria di Luciano D'Amico[10][11]. D'Amico è stato in precedenza rettore dell'Università di Teramo e presidente di Trasporto Unico Abruzzese, oltre che candidato consigliere nella lista civica "Legnini Presidente" alle elezioni regionali in Abruzzo del 2019.[12][13] La coalizione a sostegno di D'Amico, chiamata Patto per l'Abruzzo,[14] è stata composta da sei liste: PD, M5S, Azione, Alleanza Verdi e Sinistra[A 3], Riformisti e Civici (sostenuta da Abruzzo in Comune, Italia Viva e Psi) e Abruzzo Insieme.[4][15][16]
- Già tra marzo e maggio del 2023, il presidente uscente Marco Marsilio (Fratelli d'Italia) aveva annunciato di voler candidarsi per un secondo mandato alle successive elezioni regionali.[17][18] Nel dicembre seguente, è stata confermata la volontà da parte della coalizione di centro-destra di confermare la candidatura di Marsilio,[1][19] sostenuta dalle liste di FdI, Lega, Forza Italia, Noi Moderati, UdC-DC con Rotondi e Marsilio Presidente.[15][16][20]

### Candidature ritirate
- A fine agosto del 2023, il Partito Democratico aveva inizialmente indicato Silvio Paolucci, ex assessore regionale alla programmazione economica e sanitaria,[21] come candidato del centro-sinistra alla presidenza della giunta.[22][23] Tuttavia, la sua candidatura è stata ritirata in seguito alla nomina di Luciano D'Amico alla guida della coalizione.[10][12]
- Nel settembre del 2023, Azione aveva inizialmente proposto la candidatura di Carlo Costantini,[12][24] poi ritirata il mese seguente, in seguito alla decisione del partito di unirsi alla coalizione a sostegno di Luciano D'Amico.[25]
- Nel dicembre del 2023, il partito Sud chiama Nord ha annunciato la possibilità di prendere parte alle elezioni regionali, mai concretizzatasi, in seguito alla nomina di Lorenzo Valloreja, ex esponente del movimento Italexit, come proprio coordinatore regionale per l'Abruzzo.[26][27]

## Campagna elettorale

### Programmi elettorali
Il programma della coalizione di centro-destra, a sostegno di Marco Marsilio, è stato denominato Il governo che fa bene all'Abruzzo. Le principali priorità dichiarate erano il potenziamento delle infrastrutture materiali e digitali (fra cui il potenziamento della ferrovia Roma-Pescara), il proseguimento delle politiche di sostegno all'economia regionale, l'accorpamento delle quattro circoscrizioni elettorali regionali in un unico collegio e l'approvazione di una nuova rete ospedaliera e territoriale, al fine di ridurre il problema delle liste d'attesa.
Il programma della coalizione formata da centro-sinistra, centro e M5S, a sostegno di Luciano D'Amico, è stato denominato Una storia da riscrivere. I temi centrali dichiarati erano il ripristino di politiche di uguaglianza sociale per creare posti di lavoro, ospedali e scuole, nonché per ridurre l'incidenza della povertà assoluta nella regione, una riforma del sistema sanitario regionale, il contrasto allo spopolamento e l'emigrazione giovanile, gli investimenti nel settore agroalimentare nel rispetto della sostenibilità ambientale e il progetto di rendere gratuito il trasporto pubblico locale.

### Confronti pubblici
| Data                                          | Luogo                                         | Organizzatori                                 | Link                                          | Partecipanti   | Partecipanti    |
| P Presente A Assente invitato NI Non invitato | P Presente A Assente invitato NI Non invitato | P Presente A Assente invitato NI Non invitato | P Presente A Assente invitato NI Non invitato | Marco Marsilio | Luciano D'Amico |
| --------------------------------------------- | --------------------------------------------- | --------------------------------------------- | --------------------------------------------- | -------------- | --------------- |
| 16 febbraio 2024                              | Chieti                                        | Rete8 Il Centro                               | YouTube                                       | P              | P               |
| 23 febbraio 2024                              | Pescara                                       | TGR Abruzzo                                   | RaiPlay                                       | P              | P               |
| 1 marzo 2024                                  | Silvi Marina                                  | TV SEI                                        | YouTube                                       | P              | P               |
| 8 marzo 2024                                  | Chieti                                        | Rete8 Il Centro                               | YouTube                                       | P              | P               |

### Candidature contestate
In seguito alle verifiche della Commissione parlamentare antimafia sulle liste presentate per le elezioni regionali, il 28 febbraio 2024 la presidente della commissione, Chiara Colosimo, ha annunciato che due candidature risultavano in violazione del codice di autoregolamentazione per via di procedimenti giudiziari pregressi o in corso. In seguito a ciò, una delle persone coinvolte, Simona Fernandez (candidata inizialmente con la lista di Alleanza Verdi e Sinistra), ha negato ogni responsabilità personale nel processo in cui era coinvolta.

## Sondaggi

### Candidato presidente
| Data                | Istituto                | Committente             | Campione                | Marsilio | D'Amico | D'Amico | Altri | Distacco |
| Data                | Istituto                | Committente             | Campione                | CDX      | CSX     | M5S     | Altri | Distacco |
| ------------------- | ----------------------- | ----------------------- | ----------------------- | -------- | ------- | ------- | ----- | -------- |
| 21 febbraio 2024    | Noto sondaggi           | Il dono di Errico Aps   | 2000                    | 53%      | 47%     | 47%     | -     | 6%       |
| 17-21 febbraio 2024 | Winpoll                 | PD Nazionale            | 1600                    | 50,6%    | 49,4%   | 49,4%   | -     | 1,2%     |
| 19 febbraio 2024    | BiDiMedia               | Associazione BiDiMedia  | 1000                    | 52,6%    | 47,4%   | 47,4%   | -     | 5,2%     |
| 10-15 gennaio 2024  | Emg                     | Fratelli d'Italia       | 1000                    | 54,5%    | 45,5%   | 45,5%   | -     | 9%       |
| 18-22 dicembre 2023 | Winpoll                 | PD Abruzzo              | 1000                    | 50,8%    | 49,2%   | 49,2%   | -     | 1,6%     |
| 10 febbraio 2019    | Elezioni regionali 2019 | Elezioni regionali 2019 | Elezioni regionali 2019 | 48,03%   | 31,29%  | 20,20%  | 0,48% | 16,74%   |

### Liste elettorali
| Data                | Istituto                | Committente             | Campione                | Centro-destra | Centro-destra | Centro-destra | Centro-destra | Centro-destra | Centro-destra | Centro-destra | Centro-sinistra - M5S | Centro-sinistra - M5S | Centro-sinistra - M5S | Centro-sinistra - M5S | Centro-sinistra - M5S | Centro-sinistra - M5S | Centro-sinistra - M5S | Altri | Distacco |
| Data                | Istituto                | Committente             | Campione                | LSP           | FI            | FdI           | UdC-DCR       | MP            | NM            | Altri         | PD                    | AI                    | AVS                   | RC                    | Az                    | Altri                 | M5S                   | Altri | Distacco |
| ------------------- | ----------------------- | ----------------------- | ----------------------- | ------------- | ------------- | ------------- | ------------- | ------------- | ------------- | ------------- | --------------------- | --------------------- | --------------------- | --------------------- | --------------------- | --------------------- | --------------------- | ----- | -------- |
| 21 febbraio 2024    | Noto sondaggi           | Il dono di Errico Aps   | 2000                    | 5             | 9             | 31,5          | 1,5           | 3,5           | 3             | -             | 19                    | 3                     | 4                     | 1,5                   | 4                     | -                     | 15                    | -     | 12,5     |
| 17-21 febbraio 2024 | Winpoll                 | PD Nazionale            | 1600                    | 6,3           | 10,2          | 25,2          | 0,8           | 5,9           | 2,2           | -             | 17,8                  | 5,2                   | 5,8                   | 3                     | 4,2                   | -                     | 13,4                  | -     | 7,4      |
| 19 febbraio 2024    | BiDiMedia               | Associazione BiDiMedia  | 1000                    | 7,9           | 10,2          | 29,6          | 1,2           | 3,3           | 1,1           | -             | 18,7                  | 6,0                   | 4,1                   | 3,1                   | 4,0                   | -                     | 10,8                  | -     | 10,9     |
| 10 febbraio 2019    | Elezioni regionali 2019 | Elezioni regionali 2019 | Elezioni regionali 2019 | 27,53         | 9,05          | 6,49          | 2,89          | -             | -             | 3,24          | 11,14                 | 5,55                  | 2,77                  | 2,37                  | -                     | 8,81                  | 19,74                 | 0,43  | 7,79     |

## Affluenza
Il corpo elettorale per le elezioni del 10 marzo 2024, ripartito nei 305 comuni e nelle 1 634 sezioni elettorali del territorio regionale, è di 1 208 276 elettori, di cui 592 041 uomini e 616 235 donne.
| Circoscrizioni | Affluenza | Affluenza | Affluenza | Elezioni 2019 | Variazione |
| Circoscrizioni | 12:00     | 19:00     | 23:00     | Elezioni 2019 | Variazione |
| -------------- | --------- | --------- | --------- | ------------- | ---------- |
| Chieti         | 14,88%    | 40,47%    | 48,47%    | 50,19%        | 1,72%      |
| L'Aquila       | 16,79%    | 47,51%    | 55,39%    | 54,71%        | 0,68%      |
| Pescara        | 16,13%    | 44,45%    | 53,31%    | 54,77%        | 1,46%      |
| Teramo         | 16,19%    | 44,67%    | 53,04%    | 53,85%        | 0,81%      |
| Abruzzo        | 15,90%    | 43,93%    | 52,19%    | 53,11%        | 0,92%      |

## Risultati
|                                                                 | Marco Marsilio ✔️ Presidente                                    | 327 660                                                         | 53,50 | Fratelli d'Italia   | 139 578 | 24,10 | 8  |  |  |
| Forza Italia                                                    | Marco Marsilio ✔️ Presidente                                    | 327 660                                                         | 53,50 | 77 841              | 13,44   | 4     |    |  |  |
| Lega                                                            | Marco Marsilio ✔️ Presidente                                    | 327 660                                                         | 53,50 | 43 816              | 7,56    | 2     |    |  |  |
| Marsilio Presidente                                             | Marco Marsilio ✔️ Presidente                                    | 327 660                                                         | 53,50 | 33 102              | 5,72    | 2     |    |  |  |
| Noi Moderati                                                    | Marco Marsilio ✔️ Presidente                                    | 327 660                                                         | 53,50 | 15 516              | 2,68    | 1     |    |  |  |
| Unione di Centro - Democrazia Cristiana                         | Marco Marsilio ✔️ Presidente                                    | 327 660                                                         | 53,50 | 6 784               | 1,17    | –     |    |  |  |
| Seggio del presidente                                           | Seggio del presidente                                           | Seggio del presidente                                           | 53,50 | 1                   |         |       |    |  |  |
| Totale liste                                                    | Marco Marsilio ✔️ Presidente                                    | 327 660                                                         | 53,50 | 316 637             | 54,67   | 17    |    |  |  |
|                                                                 | Luciano D'Amico                                                 | 284 748                                                         | 46,50 | Partito Democratico | 117 497 | 20,29 | 6  |  |  |
| Abruzzo Insieme                                                 | Luciano D'Amico                                                 | 284 748                                                         | 46,50 | 44 353              | 7,66    | 2     |    |  |  |
| Movimento 5 Stelle                                              | Luciano D'Amico                                                 | 284 748                                                         | 46,50 | 40 629              | 7,01    | 2     |    |  |  |
| Azione                                                          | Luciano D'Amico                                                 | 284 748                                                         | 46,50 | 23 156              | 4,00    | 1     |    |  |  |
| Alleanza Verdi e Sinistra - Abruzzo Progressista solidale       | Luciano D'Amico                                                 | 284 748                                                         | 46,50 | 20 655              | 3,57    | 1     |    |  |  |
| D'Amico Presidente - Riformisti e civici                        | Luciano D'Amico                                                 | 284 748                                                         | 46,50 | 16 275              | 2,81    | –     |    |  |  |
| Seggio assegnato al candidato presidente classificatosi secondo | Seggio assegnato al candidato presidente classificatosi secondo | Seggio assegnato al candidato presidente classificatosi secondo | 46,50 | 1                   |         |       |    |  |  |
| Totale liste                                                    | Luciano D'Amico                                                 | 284 748                                                         | 46,50 | 262 565             | 45,33   | 12    |    |  |  |
| Totale                                                          | Totale                                                          | 612 408                                                         | 100   |                     | 579 202 | 100   | 31 |  |  |
|                                                                 |                                                                 |                                                                 |       |                     |         |       |    |  |  |
| Schede bianche                                                  | Schede bianche                                                  | 5 488                                                           | 0,87  |                     |         |       |    |  |  |
| Schede nulle                                                    | Schede nulle                                                    | 12 643                                                          | 2,00  |                     |         |       |    |  |  |
| Votanti                                                         | Votanti                                                         | 630 605                                                         | 52,19 |                     |         |       |    |  |  |
| Elettori                                                        | Elettori                                                        | 1 208 207                                                       |       |                     |         |       |    |  |  |
|                                                                 |                                                                 |                                                                 |       |                     |         |       |    |  |  |
| Fonte: Ministero dell'interno                                   |                                                                 |                                                                 |       |                     |         |       |    |  |  |

1. ↑  La coalizione include anche Volt Italia, seppur senza candidati.
2. ↑  La lista include candidati di Democrazia Solidale.
3. ↑  La lista include candidati del PSI, Abruzzo Vivo, Abruzzo in Comune e +Europa.

### Distribuzione per circoscrizione

Risultati e distribuzione dei seggi per circoscrizione

| Circoscrizione             | Marco Marsilio | Luciano D'Amico |       |
| Circoscrizione             | %              | %               |       |
| -------------------------- | -------------- | --------------- | ----- |
| Circoscrizione             | Chieti         | 51,53           | 48,47 |
| L'Aquila                   | 61,31          | 38,69           |       |
| Pescara                    | 51,70          | 48,30           |       |
| Teramo                     | 50,35          | 49,65           |       |
| Abruzzo                    | 53,50          | 46,50           |       |
|                            |                |                 |       |
| Fonte: Consiglio regionale |                |                 |       |

| Circoscrizione             | CDX    | CDX   | CSX-M5S | CSX-M5S |   |
| Circoscrizione             | %      | S     | %       | S       |   |
| -------------------------- | ------ | ----- | ------- | ------- | - |
| Circoscrizione             | Chieti | 52,88 | 4       | 47,12   | 4 |
| L'Aquila                   | 62,31  | 6     | 37,69   | 1       |   |
| Pescara                    | 52,96  | 4     | 47,04   | 3       |   |
| Teramo                     | 50,68  | 3     | 49,32   | 4       |   |
| Abruzzo                    | 54,67  | 17    | 45,33   | 12      |   |
|                            |        |       |         |         |   |
| Fonti: Consiglio regionale |        |       |         |         |   |

Dati archiviati: Ministero dell'Interno

### Analisi del voto
Marco Marsilio è stato il candidato presidente più votato con 327 660 preferenze, ottenendo 11 023 voti al solo presidente aggiuntivi rispetto ai 316 637 voti per la coalizione di centro-destra.
Luciano D'Amico ha ottenuto 284 748 preferenze, con 22 183 voti al solo presidente aggiuntivi rispetto ai 262 565 voti delle liste a suo sostegno.
Secondo un'analisi dell'Istituto Cattaneo effettuata il 12 marzo, "l’area elettorale del centro-destra si consolida, grazie ad un astensionismo relativamente basso tra i suoi elettori del 2022 e a piccoli apporti aggiuntivi che vengono per lo più dall’astensione" o dall'ex Terzo polo. Nella coalizione a sostegno di D'Amico, per gli elettori del M5S "prevale, come del resto già in passato, la tendenza ad astenersi in occasione di elezioni locali", mentre per gli elettori dell'area liberale (Az, IV, +E) prevale "la tendenza a ricollocarsi o a tornare verso il centrodestra", soprattutto se alleati con il M5S.

## Consiglieri eletti
| Consigliere         | Consigliere                 | Consigliere               | Lista             | Preferenze | Circoscrizione                                |
| ------------------- | --------------------------- | ------------------------- | ----------------- | ---------- | --------------------------------------------- |
|                     |                             | Marco Marsilio            | Fratelli d'Italia | -          | Eletto come Presidente della Giunta Regionale |
| Mario Quaglieri     | 11 748                      | L’Aquila                  | Fratelli d'Italia |            |                                               |
| Massimo Verrecchia  | 7 758                       | L’Aquila                  | Fratelli d'Italia |            |                                               |
| Tiziana Magnacca    | 9 617                       | Chieti                    | Fratelli d'Italia |            |                                               |
| Nicola Campitelli   | 8 463                       | Chieti                    | Fratelli d'Italia |            |                                               |
| Luca De Renzis      | 4 732                       | Pescara                   | Fratelli d'Italia |            |                                               |
| Leonardo D'Addazio  | 4 490                       | Pescara                   | Fratelli d'Italia |            |                                               |
| Paolo Gatti         | 10 867                      | Teramo                    | Fratelli d'Italia |            |                                               |
| Umberto D'Annuntiis | 7 407                       | Teramo                    | Fratelli d'Italia |            |                                               |
|                     | Roberto Santangelo          | Forza Italia              | 9 600             | L’Aquila   |                                               |
| Lorenzo Sospiri     | 8 822                       | Forza Italia              | Pescara           |            |                                               |
| Daniele D'Amario    | 5 408                       | Forza Italia              | Chieti            |            |                                               |
| Emiliano Di Matteo  | 4 082                       | Forza Italia              | Teramo            |            |                                               |
|                     | Emanuele Imprudente         | Lega                      | 7 034             | L’Aquila   |                                               |
| Vincenzo D'Incecco  | 5 952                       | Lega                      | Pescara           |            |                                               |
|                     | Gianpaolo Lugini            | Marsilio Presidente       | 1 014             | L’Aquila   |                                               |
| Luciano Marinucci   | 2 168                       | Marsilio Presidente       | Chieti            |            |                                               |
|                     | Marianna Scoccia            | Noi Moderati              | 5 269             | L’Aquila   |                                               |
|                     |                             | Luciano D'Amico           | Indipendente      | -          | Eletto come secondo classificato              |
|                     | Pierpaolo Pietrucci         | Partito Democratico       | 5 796             | L’Aquila   |                                               |
| Silvio Paolucci     | 8 669                       | Partito Democratico       | Chieti            |            |                                               |
| Antonio Blasioli    | 9 934                       | Partito Democratico       | Pescara           |            |                                               |
| Antonio Di Marco    | 4 192                       | Partito Democratico       | Pescara           |            |                                               |
| Sandro Mariani      | 7 532                       | Partito Democratico       | Teramo            |            |                                               |
| Dino Pepe           | 7 371                       | Partito Democratico       | Teramo            |            |                                               |
|                     | Vincenzo Menna              | Abruzzo Insieme           | 2 622             | Chieti     |                                               |
| Giovanni Cavallari  | 4 691                       | Abruzzo Insieme           | Teramo            |            |                                               |
|                     | Francesco Taglieri Sclocchi | Movimento 5 Stelle        | 2 178             | Chieti     |                                               |
| Erika Alessandrini  | 2 463                       | Movimento 5 Stelle        | Pescara           |            |                                               |
|                     | Enio Pavone                 | Azione                    | 2 765             | Teramo     |                                               |
|                     | Alessio Monaco              | Alleanza Verdi e Sinistra | 2 145             | Chieti     |                                               |

## Conseguenze
Il 10 aprile 2024, durante la prima seduta del Consiglio regionale, Lorenzo Sospiri (FI) viene eletto presidente del Consiglio regionale con 17 voti. La giunta Marsilio II è composta dal presidente Marco Marsilio (FdI), 3 assessori di Fratelli d'Italia, 2 della Lega (tra cui il vicepresidente), e 1 di Forza Italia.

### Annotazioni
1. ↑  Rispetto alla somma dei voti dei candidati del Centro-sinistra (Legnini) e del Movimento 5 Stelle (Marcozzi)
2. ↑  Rispetto alla somma dei seggi del candidati del Centro-sinistra (Legnini) e del Movimento 5 Stelle (Marcozzi)
3. ↑  Sostenuta anche da alcuni membri di DemoS
4. 1 2  Intervallo fiduciario delle stime con IC (95%): ±2,2%
5. 1 2  5058 persone non hanno risposto al sondaggio. Intervallo fiduciario delle stime con IC (99%): ±2,4%
6. 1 2  1005 persone non hanno risposto al sondaggio. Intervallo fiduciario delle stime con IC (95%): ±3,2% per una percentuale stimata del 50%. Affluenza stimata: 49-53% del campione. Indecisi: 25% del campione
7. ↑  6154 persone non hanno risposto al sondaggio. Intervallo fiduciario delle stime: ±2,6%
8. ↑  5008 persone non hanno risposto al sondaggio. Margine di errore con IC (95%): ±2,6% Astenuti/indecisi: 35% del campione

### Fonti
1. 1 2   Luca Pons, Elezioni regionali 2024, dove e quando si vota: le date degli appuntamenti elettorali, su Fanpage, 17 gennaio 2024. URL consultato il 26 gennaio 2024.
2. ↑   Elezione 2024 del Presidente della Giunta Regionale e del Consiglio Regionale d’Abruzzo. Indizione. (PDF), su regione.abruzzo.it, 19 ottobre 2023. URL consultato il 24 ottobre 2023.
3. ↑   Il candidato della destra ha vinto le elezioni in Abruzzo, su Pagella Politica, 11 marzo 2024.
4. 1 2 3 4 5 6 7 8 9 10   Guida alle elezioni regionali in Abruzzo, su Pagella Politica, 6 marzo 2024. URL consultato l'8 marzo 2024.
5. ↑   Il centrodestra ha vinto in Abruzzo, su Il Post, 11 febbraio 2019. URL consultato l'8 marzo 2024.
6. ↑   Giorgia Meloni in Abruzzo si gioca molto, su Il Post, 6 marzo 2024. URL consultato l'8 marzo 2024.
7. 1 2 3 4 5 6 7   L.R. 2 aprile 2013, n. 9, su www2.consiglio.regione.abruzzo.it, 25 aprile 2013. URL consultato il 24 ottobre 2023 (archiviato dall'url originale il 2 novembre 2014).
8. ↑   Statuto della Regione Abruzzo, su www2.consiglio.regione.abruzzo.it. URL consultato il 22 settembre 2023 (archiviato dall'url originale il 29 settembre 2019).
9. ↑   Elezione 2024 del presidente della Giunta Regionale e del Consiglio Regionale d’Abruzzo. Determinazione seggi. (PDF), su regione.abruzzo.it, 19 ottobre 2023. URL consultato il 24 ottobre 2023.
10. 1 2   Ora è ufficiale: D'Amico è il candidato unico di Abruzzo Insieme, su il Centro, 22 settembre 2023. URL consultato il 26 gennaio 2024.
11. ↑   Regionali: D'Amico candidato di Abruzzo Insieme, su ANSA, 21 settembre 2023. URL consultato il 22 settembre 2023.
12. 1 2 3   Regionali: Luciano D'Amico candidato Presidente. Abruzzo insieme, "Apriremo nuova stagione", su abruzzoweb.it, 21 settembre 2023. URL consultato il 22 settembre 2023.
13. ↑   Vanessa Ricciardi, Luciano D’Amico: «Col campo largo possiamo sconfiggere Meloni in Abruzzo», su Domani, 12 gennaio 2024. URL consultato il 26 gennaio 2024.
14. ↑   Al Circus di Pescara sala gremita per Luciano D’Amico, su Il Centro, 17 febbraio 2024. URL consultato il 17 febbraio 2024.
15. 1 2   Liste presentate: ecco i nomi dei 348 candidati, su Il Centro, 10 febbraio 2024. URL consultato l'11 febbraio 2024.
16. 1 2   Azzurra Caldi, REGIONALI: CONSEGNATE LE LISTE, I NOMI DI TUTTI I CANDIDATI IN ABRUZZO, su Abruzzo Web, 10 febbraio 2024. URL consultato l'11 febbraio 2024.
17. ↑   Marsilio pronto al bis: “Mi ricandido, saranno gli abruzzesi a decidere” [collegamento interrotto], in AbruzzoLive, 31 marzo 2023. URL consultato il 23 settembre 2023.
18. ↑   Abruzzo, Marsilio: “Un mio bis? Chiedo un secondo giro, decidono gli elettori”, su DIRE, 19 maggio 2023. URL consultato il 22 settembre 2023.
19. ↑   Arianna Iannotti, Fratelli d'Italia ufficializza le liste dei candidati alle regionali, su Rete8, 5 dicembre 2023. URL consultato il 26 gennaio 2024.
20. ↑   Carlo Canepa, Conte non sa che in Abruzzo è alleato con Calenda e Renzi, su Pagella Politica, 27 febbraio 2024. URL consultato il 1º marzo 2024.
21. ↑   Silvio Paolucci, su regione.abruzzo.it. URL consultato il 22 settembre 2023.
22. ↑   Regionali Abruzzo, Pd 'Nostro candidato è Silvio Paolucci', su ANSA, 25 agosto 2023. URL consultato il 22 settembre 2023.
23. ↑   Fabio Lussoso, Elezioni Regionali, PD: "Nostro candidato è Silvio Paolucci", su Rete8, 26 agosto 2023. URL consultato il 26 gennaio 2024.
24. ↑   Arianna Iannotti, Elezioni regionali, Azione propone Carlo Costantini come candidato presidente del centrosinistra, su Rete8, 17 settembre 2023. URL consultato il 26 gennaio 2024.
25. ↑   Arianna Iannotti, Elezioni regionali, è ufficiale: Azione sostiene D'Amico, su Rete8, 7 ottobre 2023. URL consultato il 26 gennaio 2024.
26. ↑   Carmine Perantuono, Regionali, spunta il terzo candidato?, su Rete8, 30 dicembre 2023. URL consultato il 26 gennaio 2024.
27. ↑   Filippo Tronca, REGIONALI: CI SARA' TERZO CANDIDATO PRESIDENTE? IN CAMPO "SUD CHIAMA NORD" DI CATENO DE LUCA, su abruzzoweb.it, 30 dicembre 2023. URL consultato il 26 gennaio 2024.
28. 1 2   Programma elettorale (PDF), su marcomarsiliopresidente.it.
29. 1 2   Programma elettorale (PDF), su lucianodamico.it.
30. ↑   Gigliola Edmondo, Elezioni regionali: su Rete8 primo confronto tra Marsilio e D’Amico, su Rete8, 17 febbraio 2024. URL consultato il 17 febbraio 2024.
31. ↑   Marsilio a D’Amico: «Il mio vantaggio non è incolmabile», su Il Centro, 17 febbraio 2024. URL consultato il 17 febbraio 2024.
32. ↑   SPOILER Speciale Elezioni del 1 marzo 2024, su youtube.com, 1º marzo 2024.
33. ↑   Marsilio Vs D’Amico: l’ultimo confronto Tv prima del voto, su Rete8, 8 marzo 2024. URL consultato l'8 marzo 2024.
34. ↑   Abruzzo, due i candidati “impresentabili” secondo la commissione Antimafia, su la Repubblica, 28 febbraio 2024. URL consultato il 29 febbraio 2024.
35. ↑   Elezioni regionali: controlli antimafia, due candidature a rischio, su Il Centro, 28 febbraio 2024. URL consultato il 29 febbraio 2024.
36. ↑   Elezioni regionali 2024: gli aventi diritto al voto, su Regione Abruzzo, 6 marzo 2024 (archiviato dall'url originale il 7 marzo 2024).
37. ↑   Ministero dell'interno, Votanti Regionali Abruzzo, su elezioni.interno.gov.it.
38. ↑   Elezioni regionali 2024 Cosa dice il voto in Abruzzo (PDF), su cattaneo.org, 12 marzo 2024 (archiviato dall'url originale il 13 marzo 2024).
39. ↑   Lorenzo Sospiri eletto presidente del Consiglio Regionale, su RaiNews, 10 aprile 2024.
40. ↑   Marsilio vara la nuova Giunta dell'Abruzzo, quattro conferme, su ANSA, 10 aprile 2024.